# 古今和歌六帖
『古今和歌六帖』（こきんわかろくじょう）とは、平安時代に編纂された私撰和歌集。全六帖（6冊）。成立時期と撰者については諸説あり確定していない。

## 解説
成立時期のおおよその目安としては、平安中期の天禄年間から円融天皇の治世の間、西暦にして970年から984年の間頃ではないかと考えられている。撰者については紀貫之・兼明親王・具平親王・源順などの可能性が論じられている。
内容は六帖すなわち6冊で、およそ四千数百首の和歌を題別に収録する（伝本によって歌数に相違があり、重複して採られている和歌がある）。書名に「帖」とあることから当初より冊子本の書物として成立したと見られるが、その書名や編集の仕方は『白氏六帖』の影響を受けているともいわれる。第一帖の「春立つ日」すなわち立春から歳暮までの歳時をはじめとして山や川などの自然の景物、禽獣、また服飾のほか恋や祝（祝賀）など類別は多岐にわたる。採られている和歌は『古今和歌集』のほか『後撰和歌集』などからも採られているが、『万葉集』から採られたと見られるものも千首以上あり、その本文は古い時代の『万葉集』の訓読を残しているという。
『古今和歌六帖』の伝本については、現在永青文庫所蔵の文禄4年（1595年）の奥書を持つものが最古であり、それ以前にさかのぼるものは見出されていない。伝本には嘉禄3年（1227年）3月に民部卿こと藤原定家所持の本を源家長が写した旨の奥書を持つものが多く、現存諸本はいずれもこの定家所持の本を源流とする系統と見られるものばかりであり、しかもそれらは本文に誤脱などの問題を含み、拠るべき善本がない状態にある。契沖が校本を作ってから『古今和歌六帖』の本格的な研究が始まったとされており、寛文9年（1669年）に『古今和歌六帖』の板本が刊行されこれが「流布本」と呼ばれる。天保11年（1840年）には、この流布本を底本とし諸本を以って本文を校合した『古今和歌六帖標注』（山本明清校注）が刊行されている。

## 内容
- 第一帖 - 歳時　春　夏　秋　冬　天
- 第二帖 - 山　田　野　都　田舎　家　人　仏事
- 第三帖 - 水
- 第四帖 - 恋　祝　別
- 第五帖 - 雑思　服飾　色　錦綾
- 第六帖 - 草　虫　木　鳥